# NGC 6953
NGC 6953 é um aglomerado aberto na direção da constelação de Cepheus. O objeto foi descoberto pelo astrônomo Lewis Swift em 1885, usando um telescópio refrator com abertura de 16 polegadas. 